# Чжан Сяопін
Чжан Сяопін (кит.: Zhang Xiaoping; нар. 1 квітня 1982, Шилін-Хото, Китай) — китайський боксер-любитель, що виступав у напівважкій ваговій категорії. Олімпійський чемпіон 2008 року, срібний призер чемпіонату Азії 2007 року.

## Аматорська кар'єра

### Чемпіонат світу 2007
- Переміг Йасвера Сінг (Індія) 17-3
- Переміг Готліера Вейса (Німеччина) 12-7
- Програв Еркебулану Шиналієву (Казахстан) 5-14

### Олімпійські ігри 2008
- 1/16 фіналу. Переміг Мурада Сахрауі (Туніс) 3-1
- 1/8 фіналу. Переміг Артура Бетербієва (Росія) 8-2
- 1/4 фіналу. Переміг Абделхафід Бенхабла (Алжир) 12-7
- 1/2 фіналу. Переміг Еркебулана Шиналієва (Казахстан) 4-4
- Фінал. Переміг Кенні Еган (Ірландія) 11-7